# L'Amour sur un plateau

L'Amour sur un plateau est la première pièce de théâtre écrite par Isabelle Mergault avec Isabelle Mergault et Pierre Palmade. Cette pièce comique est représentée pour la première fois au Théâtre de la Porte Saint Martin le 28 janvier 2011, elle réunira plus d'un million de spectateurs. La pièce est retransmise pour la première fois à la télévision et en direct sur France 4 le 28 mai 2011. Elle fait l'objet d'une rediffusion en première partie de soirée le 25 mai 2012 et le 5 juin 2012, puis d'une autre rediffusion le 24 février 2013, suivie d'une nouvelle rediffusion le 14 février 2014 sur France 4.

## Argument
Caroline est  mariée à Jean-Louis depuis de nombreuses années. Ensemble, ils tiennent des chambres d'hôtes à la campagne. Leur couple s'essouffle et une rupture s'annonce lorsque Martha, l'une de leurs meilleurs clients, décide de sauver leur amour en faisant appel à son amie Miss Map, célèbre productrice hystérique de téléréalité spécialisée dans les histoires de couple mais qui n'a en réalité qu'un seul but, faire de l'audimat. Le domaine du couple se retrouve alors cerné par les caméras et les techniciens. Un véritable plateau de télé s'installe dans leur vie et le ménage se retrouve à se confier à des millions de téléspectateurs.

## Fiche Technique
- Auteur : Isabelle Mergault
- Mise en scène : Agnès Boury
- Décors : Charlie Mangel
- Lumières : Jacques Rouveyrollis
- Costumes : Mimi Lempicka

## Distribution
- Caroline Lafaille : Isabelle Mergault
- Jean-Louis Lafaille : Pierre Palmade
- Martha Pigrenet (la cliente) : Laurence Badie
- Miss Map (la réalisatrice) : Anne-Élisabeth Blateau
- Philippe Gildas (l'assistant) : Jean-Louis Barcelona
- Félix (le fermier) : Jérôme Le Paulmier

## Autour de la pièce
- Isabelle Mergault s'est inspirée de l’émission de téléréalité « Super Nanny » au moment où les médias annonçaient la mort de l'éducatrice Kalthoum Sarrai.